# 擬鰨
擬鰨（学名：Parachirus xenicus），又名副擬鰨、龍舌、鰨沙、比目魚，为鰨科副擬鰨屬下的一个种。